# Totness
Totness ist der Hauptort und ein Ressort im Distrikt Coronie, in der Republik Suriname.
Das unmittelbar an Totness angrenzende Friendship ist der Sitz der Verwaltung und des Distriktkommissars (DC). Der Ort hat 2150 Einwohner (Census 2012) und liegt an der einzigen Verbindungsstraße – der sogenannten Ost-West-Verbindung – zwischen der Hauptstadt von Suriname,  Paramaribo und dem Grenzort nach Guyana, Nieuw-Nickerie. Totness verfügt über ein Gasthaus, einen Markt, Schulen, Kirchen und einen Verbindungskanal zum Atlantischen Ozean.
Er verdankt seinen Namen, wie auch verschiedene andere Orte in Coronie, englischen und schottischen Pflanzern, die hier ab der Zeit des englischen Protektorates (1799–1802) Plantagen  gründeten.
In Sranantongo wird Totness Frimangron genannt, was frei übersetzt bedeutet: Grund/Boden des von der Sklaverei befreiten Mannes.

## Sport
Der Letitia Vriesde Sportcomplex ist ein Mehrzweckstadion in Totness. Es ist die Heimat des SVB Erste Klasse Vereins F.C. West United.